# Estación Bally's / Paris Las Vegas
Bally's / Paris Las Vegas es una estación del Monorriel de Las Vegas. La estación es una plataforma central localizada entre los hoteles Bally's Las Vegas y Paris Las Vegas. La estación Bally's / Paris Las Vegas puede ser localizada detrás de ambos hoteles.

## Hoteles cercanos
- Paris Las Vegas
- Bally's Las Vegas
- Bellagio

- Datos: Q2886182